# Petr Lachnit
Petr Lachnit (ur. 30 grudnia 1949 w Opawie) – czeski polityk i inżynier, w latach 2000–2002 minister rozwoju regionalnego, deputowany do Izby Poselskiej, poseł do Parlamentu Europejskiego V kadencji (2004).

## Życiorys
Absolwent Wyższej Szkoły Górniczej w Ostrawie (1973), odbył aspiranturę na tej uczelni. Do 1994 pracował w przemyśle metalurgicznym. Zaangażował się w działalność polityczną w ramach Czeskiej Partii Socjaldemokratycznej, w latach 1998–2003 był wiceprzewodniczącym tego ugrupowania. Od 1994 do 2002 zasiadał w radzie miejskiej Ostrawy, pełnił funkcję zastępcy prezydenta tego miasta.
Od 2000 do 2002 sprawował urząd ministra rozwoju regionalnego w rządzie Miloša Zemana. Następnie do 2006 był członkiem niższej izby czeskiego parlamentu. Od 2003 pełnił funkcję obserwatora w Parlamencie Europejskim, od maja do lipca 2004 sprawował mandat eurodeputowanego V kadencji w ramach delegacji krajowej. Od 2006 związany jako przedsiębiorca z sektorem prywatnym. Po opuszczeniu socjaldemokratów związał się z Partią Praw Obywateli.